# Brazilka
Brazilka je mokřad (rašelinná louka) v Lužických horách, na severu okresu Česká Lípa. Lokalita se nachází jeden kilometr od hory Luž, severně od vsi Dolní Světlá a jižně od obce Waltersdorf (Sasko) na východním úpatí Luže. Od roku 2002 je chráněnou přírodní památkou. Je zde vybudována naučná stezka Obnova mokřadů na Brazilce.

## Historie

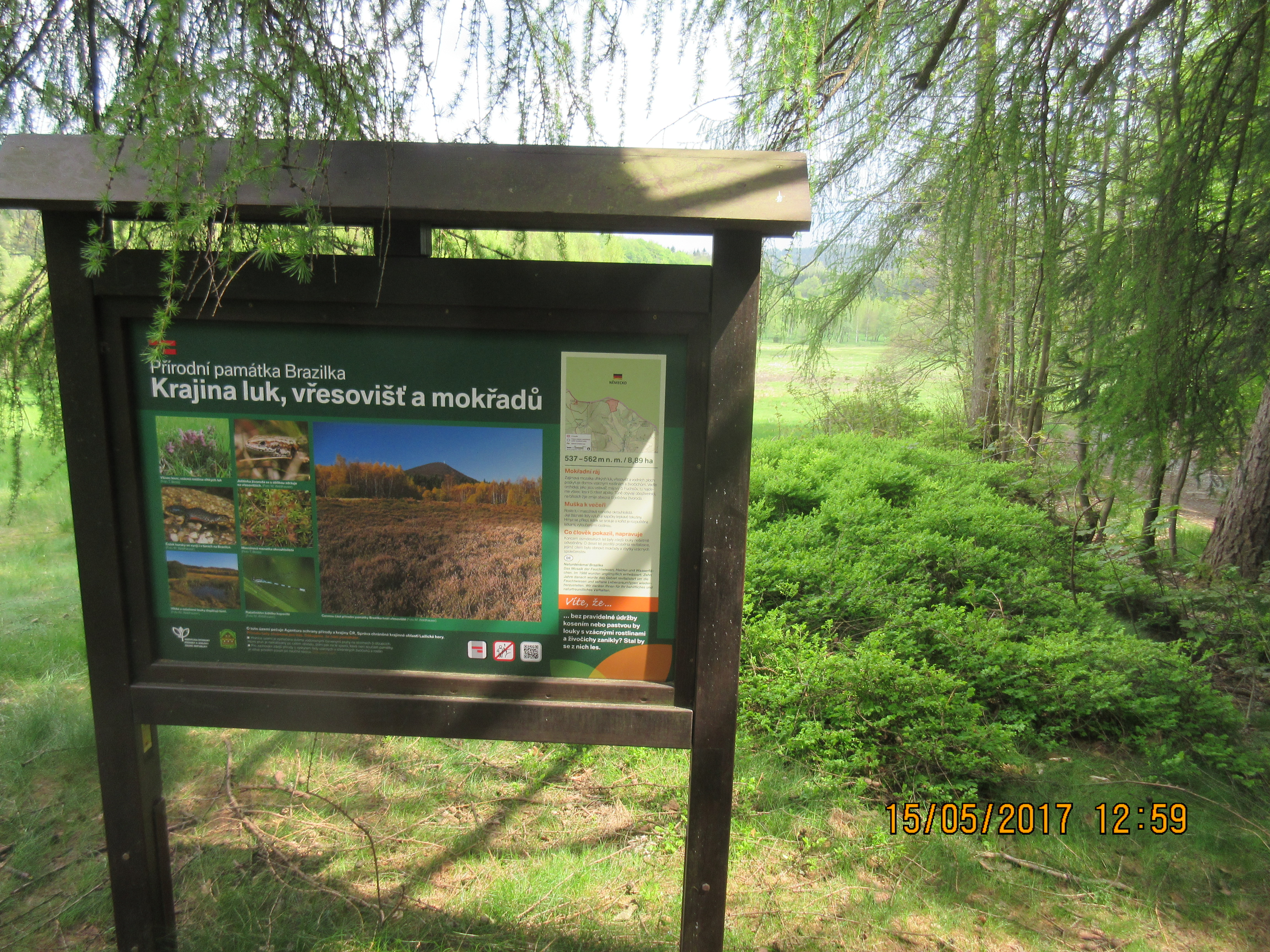
Tabule na horním okraji Brazilky

Název Brazilka pochází od zbořeného hotelu Neubrasilien (po roce 1945 dětské zotavovny) který stál na úpatí Luže. V roce 1986 byla podhorská mokřadní louka vysušena za účelem zemědělské činnosti. Odvodnění bylo provedeno nedokonale, zamokřená místa nedovolovala zemědělské využití, a proto byla oblast ponechána ladem a postupně zarůstala náletovými dřevinami.
V roce 1999 byla společnou prací Správy CHKO Lužické hory, Občanského sdružení přátel Lužických hor z Jablonného v Podještědí, Referátu životního prostředí Zemského úřadu Löbau-Zittau a Spolku pro výzkum životního prostředí Zittau. obnoven původní vzhled a funkce lokality. V rámci znovuzavodnění bylo třeba zpomalit odtok vody z oblasti mj. přehrazením toku Svitavky a vyhloubením malé vodní plochy uprostřed louky. Odstraněny byly nevhodné náletové dřeviny (modříny, borovice) a nově vysazeny byly zejména olše a vrby. Obnova stála asi 800 000 korun a většina prací byla provedena českými firmami.

## Přírodní poměry
Oblast je prameništěm říčky Svitavky. Chráněné území leží v nadmořské výšce 540–565 metrů a má rozlohu 8,61 hektarů. Rašelinná vrstva je v některých místech až 0,6 m silná. Část plochy pokrývá vřesoviště. Rašelinné louky mají zpravidla nižší obsah živin ve vodě a v půdě a nízké pH. Tomu odpovídá i druhová skladba rostlin a živočichů.

### Flóra a fauna
Z rostlin se zde vyskytuje především: rašeliník (Sphagnum sp.), ostřice obecná (Carex nigra), sítina ostrokvětá (Juncus acutiflorus), rosnatka okrouhlolistá (Drosera rotundifolia), všivec mokřadní (Pedicularis sylvatica), vřes obecný (Calluna vulgaris).
Vzácní zástupci živočichů jsou: zmije obecná (Vipera berus), ještěrka živorodá (Lacerta vivipara), slepýš křehký (Anguis fragilis), chřástal polní (Crex crex), sluka lesní (Scolopax rusticola).

## Přístup
Poblíž Březinky vedou po a při státní hranici a hory Luž turistické trasy (zelená, modrá a červená) a také cyklotrasa 3061.

### Naučná stezka
Zároveň s úpravami lokality byla na jaře roku 1999 vybudována naučná stezka Obnova mokřadů na Brazilce. Okruh stezky o délce 300 metrů je nenáročný, určen pro pěší turisty a má čtyři dvojjazyčné informační tabule. První zastavení je u cesty vedoucí z Dolní Světlé, poslední nedaleko turistického hraničního přechodu Dolní Světlá – Waltersdorf. Tabulí seznamují návštěvníky s česko-německých projektem, s typickou vegetací a faunou mokřadů v prameništi potoka Svitavky a historií nevhodných melioračních zásahů. Poté byl vydán tiskem i barevný český a německý průvodce. Byl k dostání v informačních centrech celé oblasti a v muzeu (již zrušeném v Bredovském letohrádku) Lužických hor u Lemberka.

## Fotogalerie

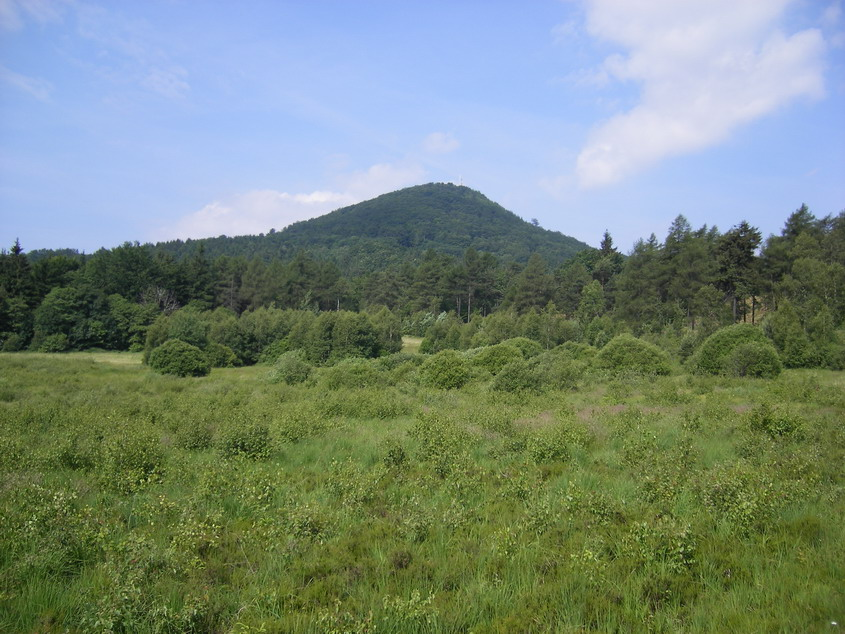
chráněné území v září 2006
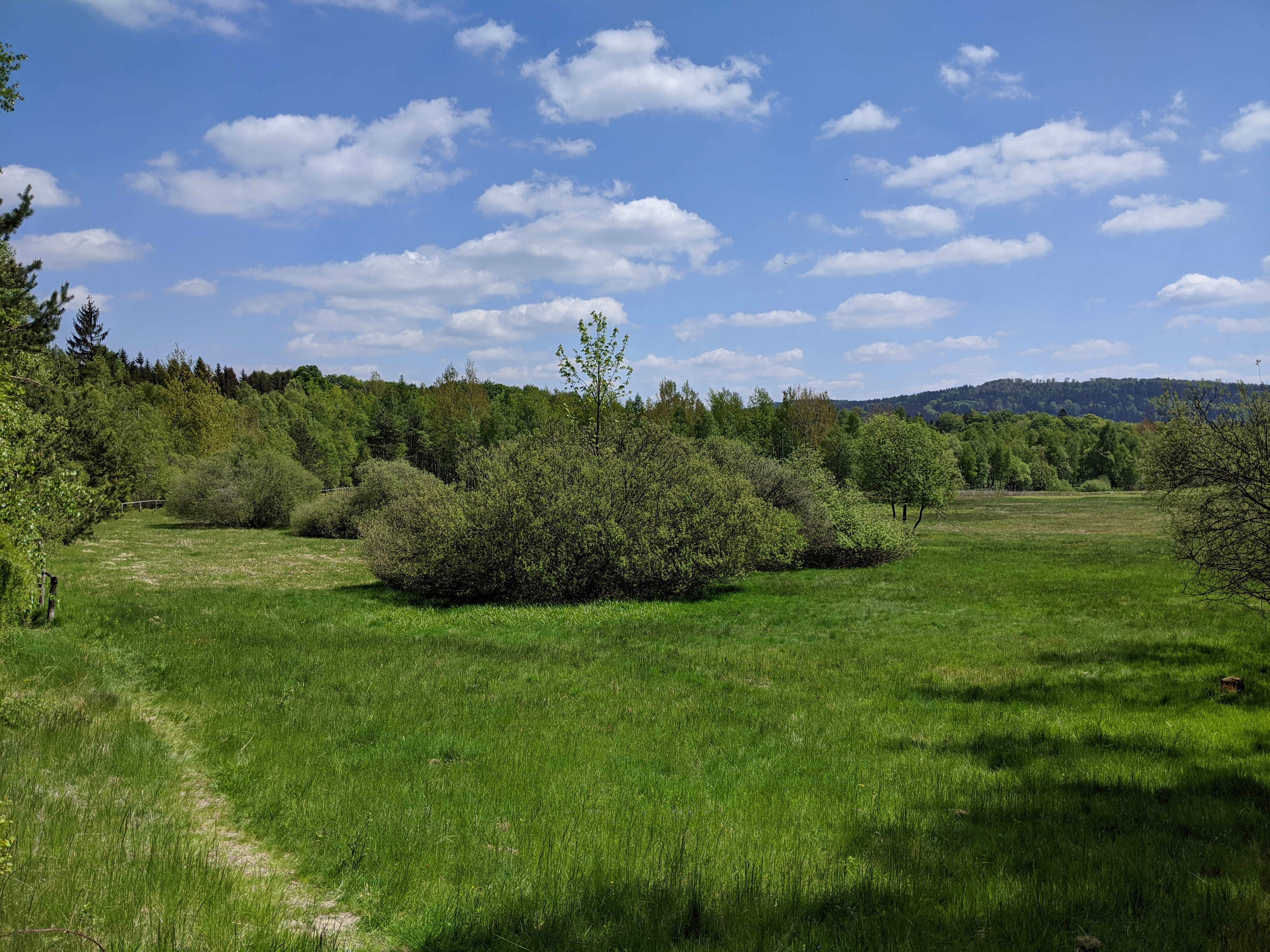
chráněné území v květnu 2020
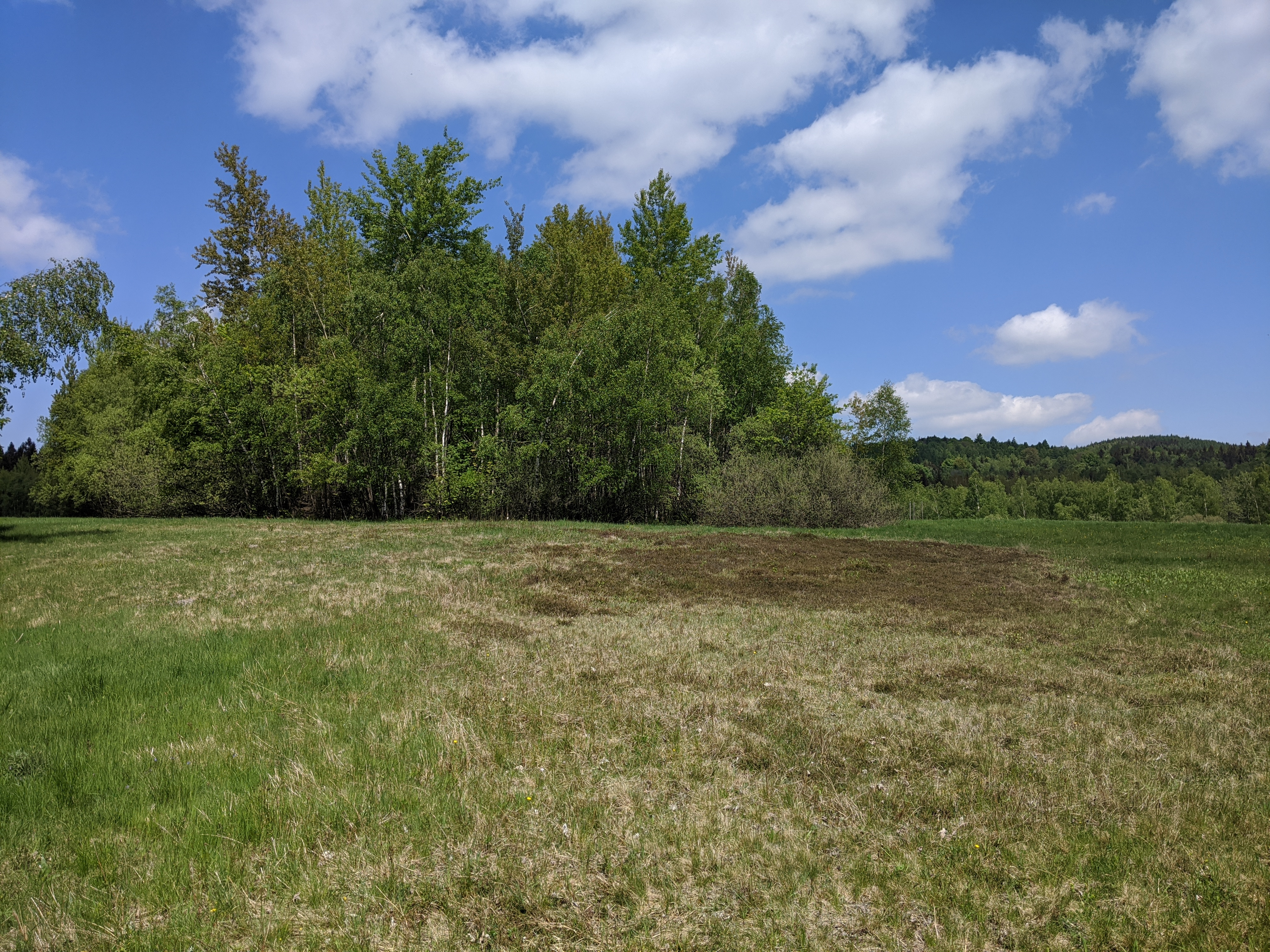
vřesoviště
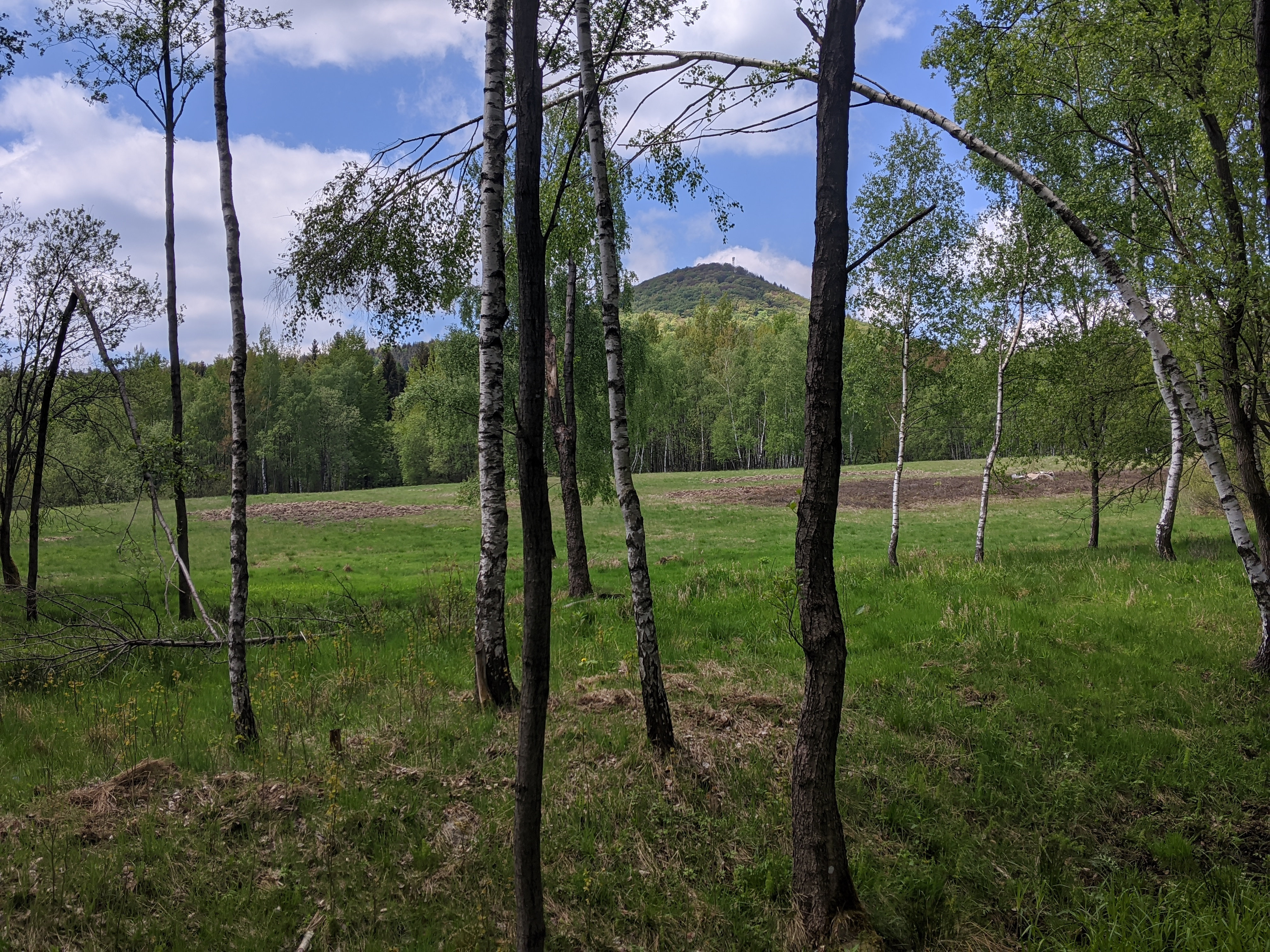
březový hájek
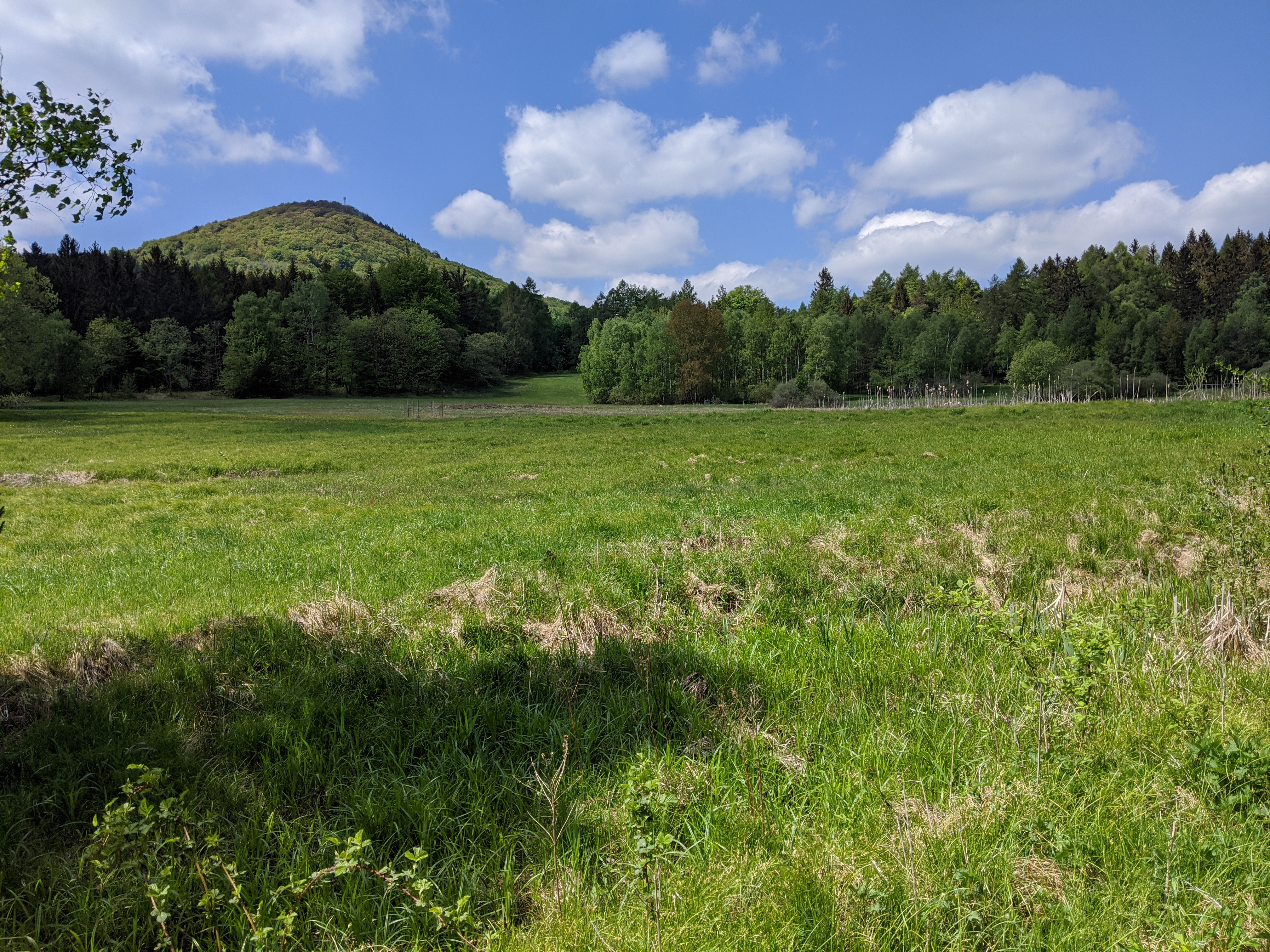
pohled na horu Luž z rašeliniště
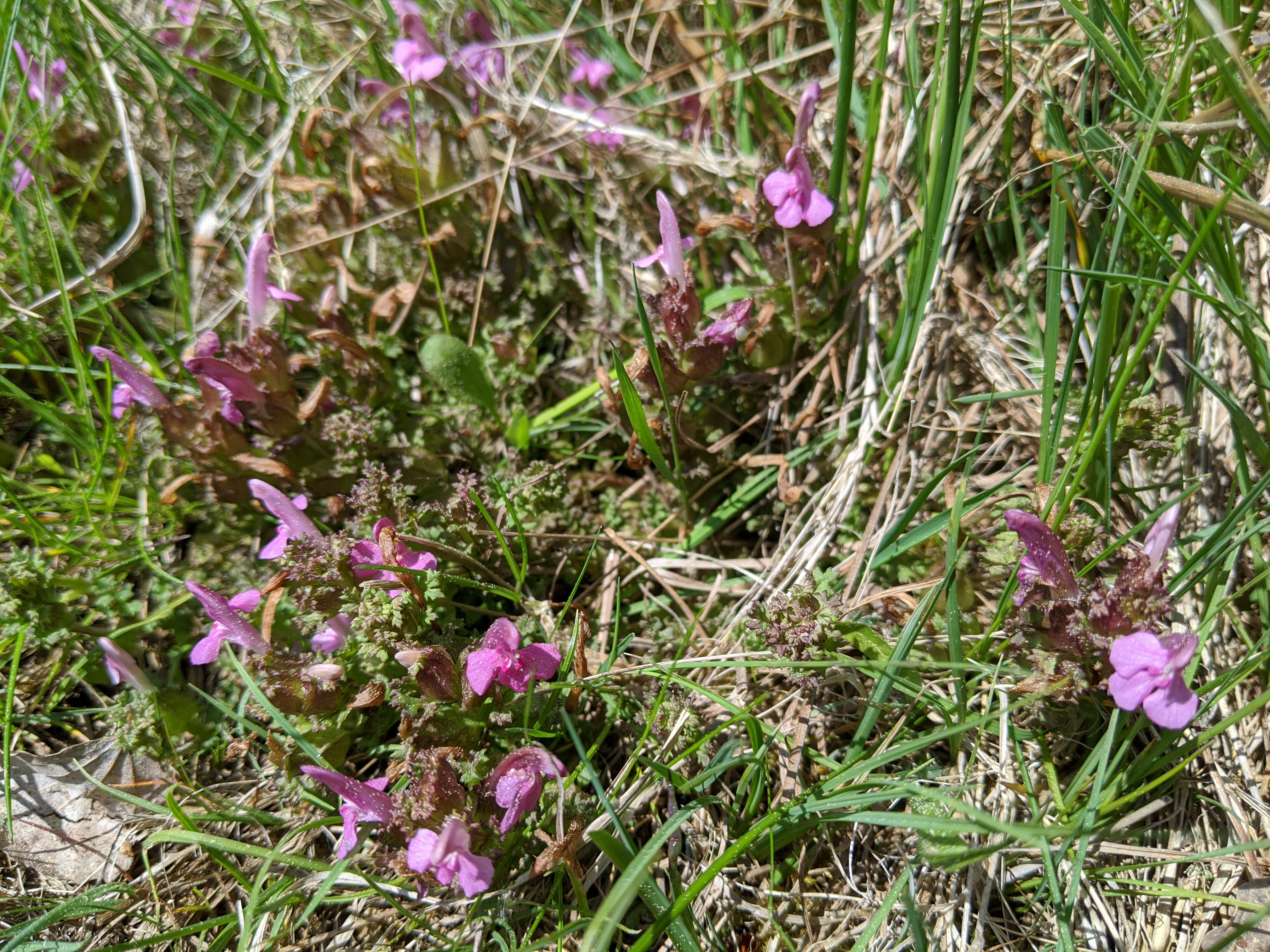
všivec mokřadní (lesní) v lokalitě